# 2002-es közép-európai áradások

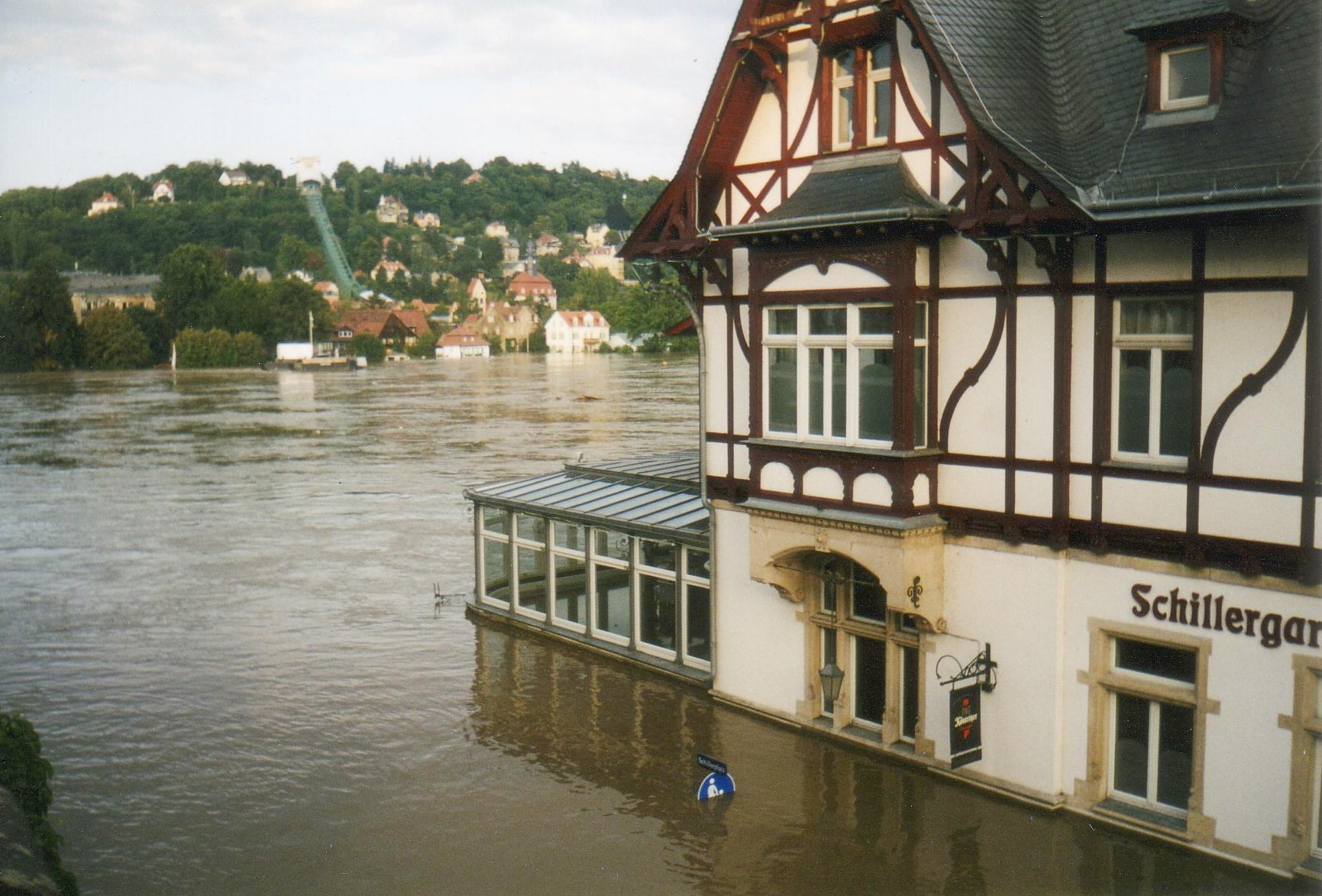
Drezda

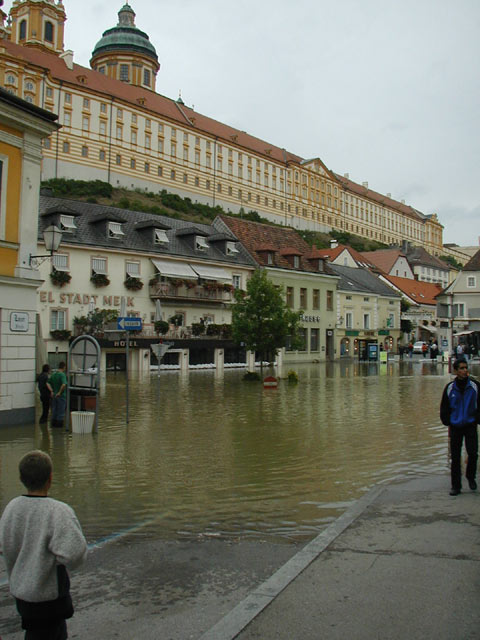
Melk

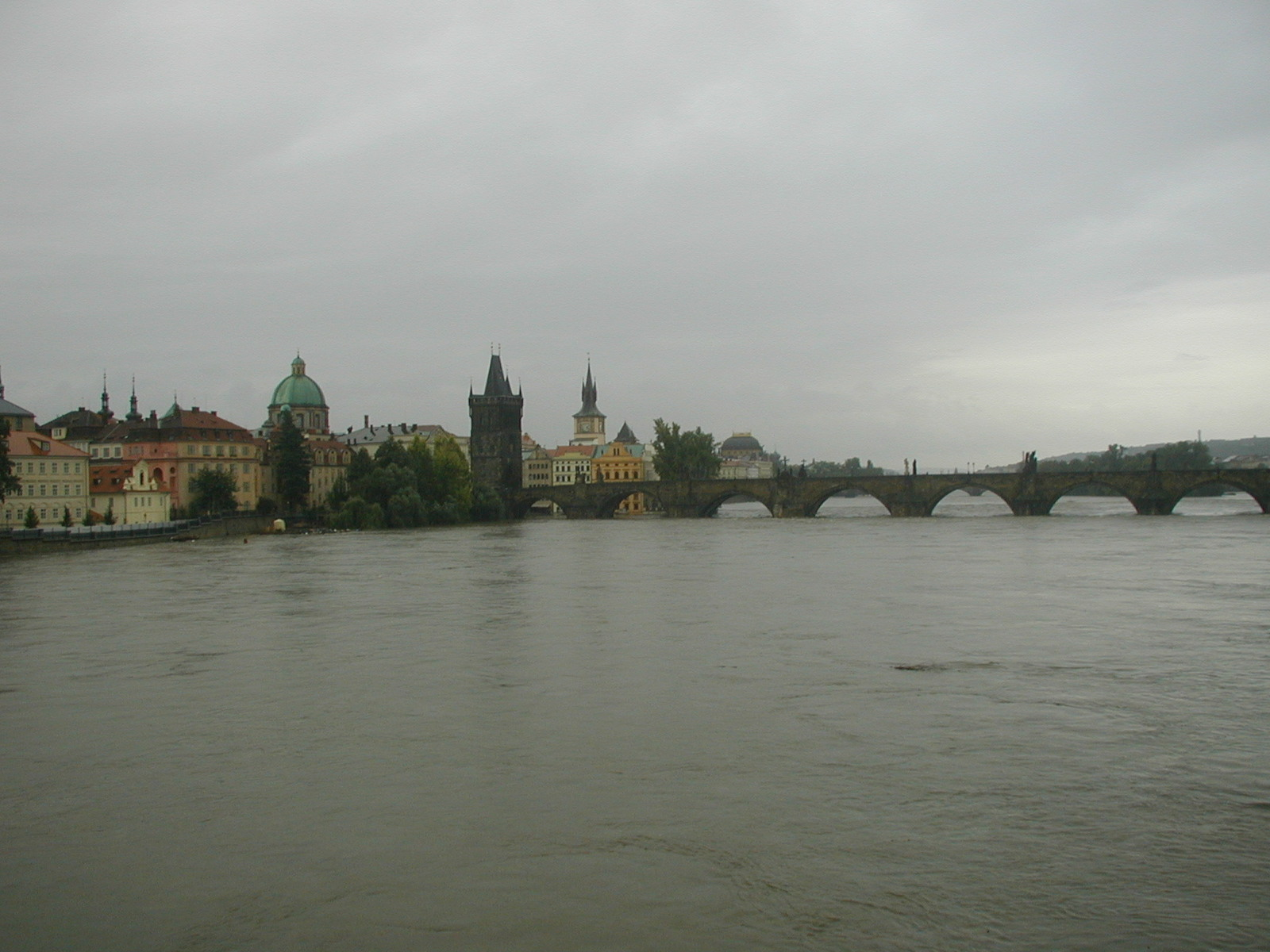
Prága

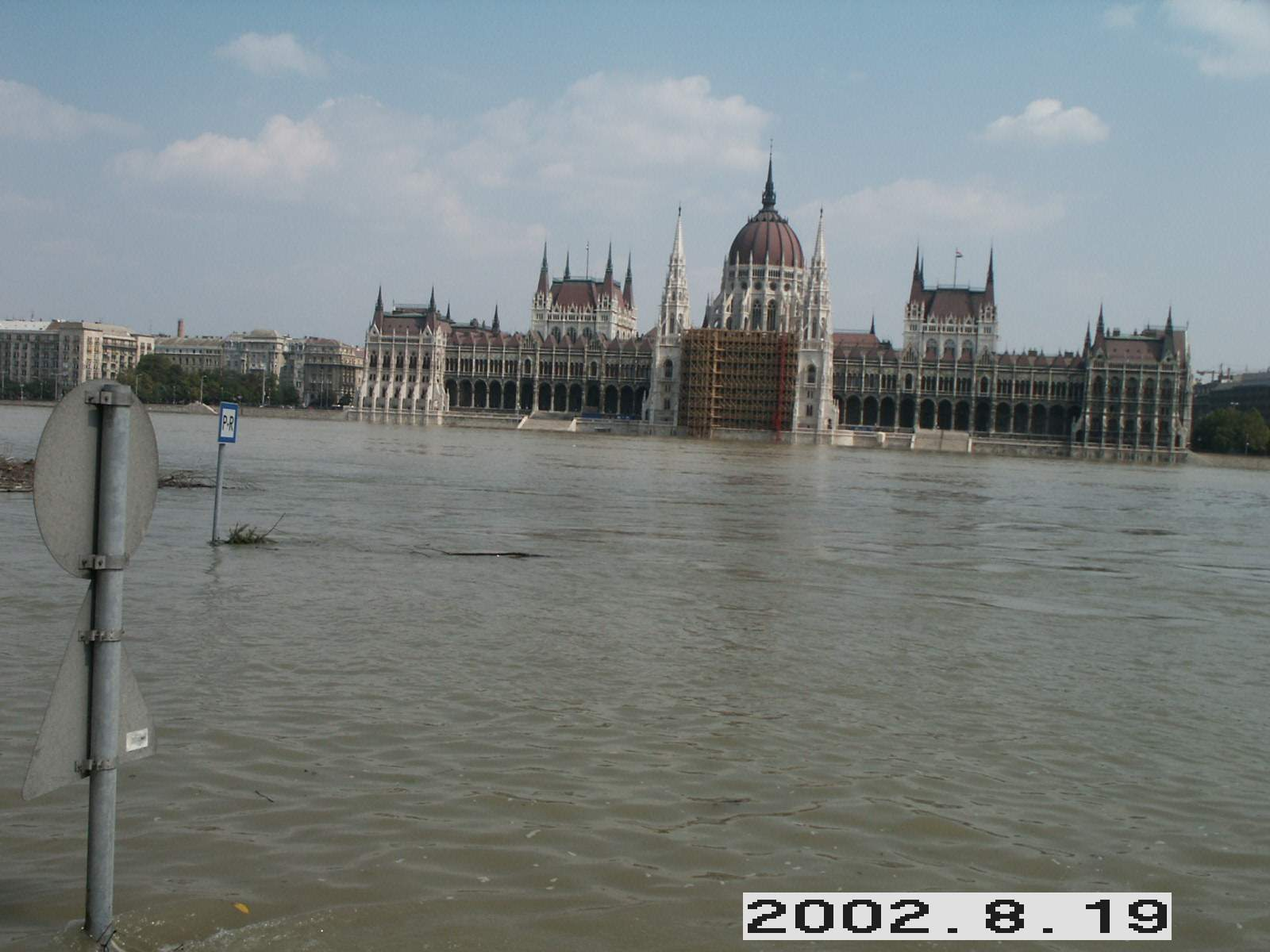
Budapest

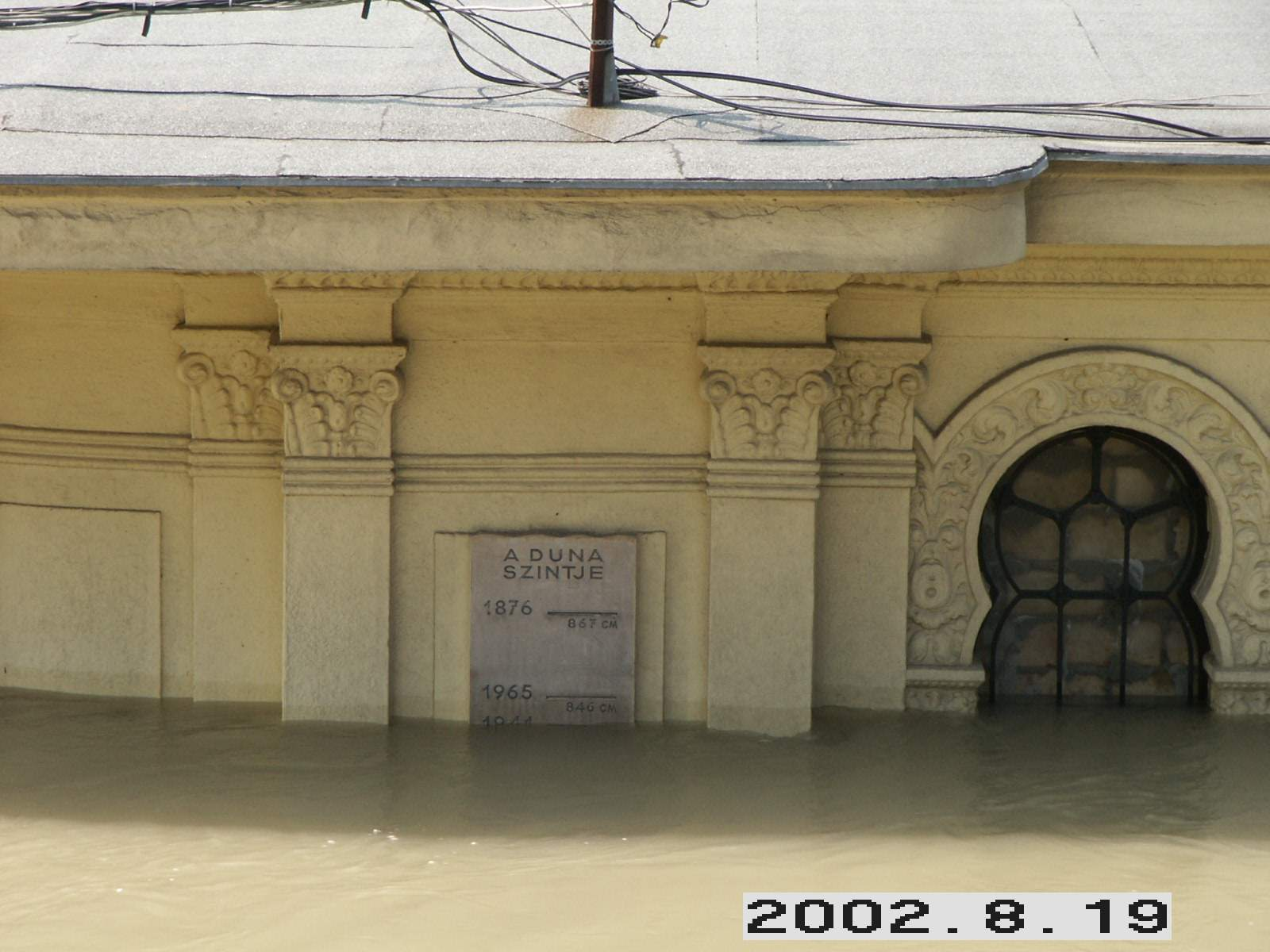
Vigadó tér

A 2002-es közép-európai áradások augusztusban következtek be Németország, Ausztria, Csehország, Szlovákia, Magyarország, Horvátország és Románia területén. Az Alpok keleti területein kialakult nagy mennyiségű esőzéssel indult az áradás. Az áradások leginkább a Duna és az Elba, illetve vízgyűjtő területeire terjedtek ki.

## Németország
Németországban Passaunál a Duna 10,8 méteres szintet ért el. Az Elba áradása Drezdánál okozott komoly problémákat, ahol a főpályaudvart is lezárták. A rakpart és két városrész is víz alá került, 30 000 embert telepítettek ki.

## Ausztria
Ausztriában a Duna, az Inn és a Salzach mentén voltak áradások. Melk városának egy részét elöntötte a víz.
A Bécstől 12 km-re északnyugatra lévő Korneuburgnál 7,89 m-es szintet mértek, 10,33 ezer köbméter/másodperces vízhozam mellett.

## Csehország
Csehországban augusztus 12-én hirdettek ki szükségállapotot. Az országban összesen 200 000 embert telepítettek ki, ebből Prágában 60 000-et. Prágában egy kórházat is kiürítettek. Az állatkertből is védett helyre kellett költöztetni az állatokat, néhányat le kellett lőni. A Moldván leállították a hajóforgalmat, lezárták a Károly hidat és a metró közlekedését is korlátozták. A metróban több állomást elárasztott a víz, a helyreállítás félmilliárd koronába került.
Az állatkertből a Gaston nevű oroszlánfóka a Moldvába került, végül Drezdánál fogták ki az Elbából. Augusztus 20-án azonban elpusztult az állat a kimerültségtől, vagy fertőzéstől. A prágai állatkertben szobor is áll az emlékére, a története bejárta a világsajtót.
Csehországban az árvíz miatt 17 ember vesztette életét, az anyagi kár 73 milliárd cseh korona volt.

## Szlovákia
Szlovákiában a Duna Pozsonynál 990 cm-es szinten állt augusztus 16-án, amire azelőtt 500 éve nem volt példa.

## Magyarország
Magyarországon a Duna Nagybajcsnál 875 cm-en, Komáromnál 802 cm-en, Esztergomnál 771 cm-en tetőzött, mindhárom érték rekordnak számított.
Budapesten augusztus 18–19-én 848 cm-es szinten tetőzött. Az augusztus 20-i nemzeti ünnepre tervezett délutáni programok és az esti tűzijáték is elmaradt. A tűzijátékot augusztus 31-én 21 órától tartották meg.